# ローランド・ハガート・ブッシュナー
ローランド・ハガート・ブッシュナー（Rolland Haggart Bushner, 1920年12月13日 - 2011年12月27日）は、アメリカ合衆国の軍人、外交官。

## 生涯

### 生い立ち
1920年にミズーリ州ジョプリンで誕生。父親はハロルド・パーク・ハガート (Harold Park Haggart)、母親はグレイス・ホーベイカー (Grace Hawbaker) であり、母親の再婚により継父リチャード・H・ブッシュナー (Richard H. Busher) の姓を受けた。
ジョプリン高校卒業後、1938年から1940年までジョプリン短期大学に在籍、1942年にピッツバーグのカンザス州立教員大学でピアノの音楽学士号を取得。

### 第二次世界大戦
1941年、真珠湾攻撃によりアメリカが第二次世界大戦に参戦すると、ブッシュナーは民間パイロットの訓練プログラムで飛行技術を習得。続いてアメリカ陸軍航空軍に志願兵として入隊、第2航空師団の第466爆撃群に配属。
ブッシュナーは1944年から1945年にかけて、ナチス・ドイツおよび占領下のフランス地域での活動に従事した。ブッシュナーは中尉として、彼を含め計9名のパイロットから編成されたB-24リベレーター爆撃機部隊で任務を行った。部隊は計35回の作戦を遂行した。全作戦の完了まで生き残った隊員は、彼を含めわずか4名であった。ブッシュナーは作戦完了後も帰国を求めず、偵察機型のデ・ハビランドDH.98モスキートでドイツ上空の天候偵察任務に志願した。
第二次世界大戦終戦後の1945年、ブッシュナーは帰国しジュリアード音楽院に入学。しかしながら間もなく、国務省からの勧誘を受け、ジュリアードを1期で退学。

### 国務省
ブッシュナーは1946年に国務省外交局に入省。ブッシュナーは18年間を国務省で過ごした。ブッシュナーは1946年7月5日に副領事の職位を受け、7月29日より国務省本省での勤務を開始した。1946年9月21日からは連合国軍最高司令官アメリカ政治顧問室付外交官として日本の東京に配属され、1948年まで勤務。1948年1月9日よりタイ王国のバンコクに三等書記官兼副領事として駐在、1948年4月14日からは二等書記官兼副領事に昇任。1952年まで在任。その後、大韓民国の釜山大使館で政治事務官（1952年-1953年）、イラン帝国のテヘラン大使館で政治事務官（1953年-1955年）。1955年から1956年まではイラン帝国のホッラムシャフルに駐在し、アメリカ領事館の新設を行った。
1956年にアメリカに帰国し、1959年まで極東局南東アジア部タイ・マラヤ課で勤務。続いてアラバマ州モンゴメリーの空軍戦争大学で1年を過ごした。その後、インドネシアのジャカルタ大使館で政治参事官（1960年-1963年）。